# Кабесас-дель-Посо
Кабесас-дель-Посо (ісп. Cabezas del Pozo) — муніципалітет в Іспанії, у складі автономної спільноти Кастилія-і-Леон, у провінції Авіла. Населення — 95 осіб (2010).
Муніципалітет розташований на відстані близько 120 км на північний захід від Мадрида, 41 км на північний захід від Авіли.

## Демографія
Динаміка населення (INE ):